# 刘积福
刘积福（1949年7月—），男，汉族，江西吉安人，中华人民共和国政治人物，曾任江西省矿业联合会会长，中共九江市委书记、江西省国土资源厅厅长，第十一届全国人民代表大会江西地区代表。

## 生平
毕业于中央党校函授学院本科班经管专业。2008年当选为第十一届全国人大代表。
2021年10月13日，刘积福因涉嫌严重违纪违法，接受中共江西省纪委纪律审查和江西省监察委员会监察调查。翌年1月，刘积福因严重违纪，被开除党籍，取消退休待遇，其犯罪问题移送检察机关依法审查起诉，所涉财物一并移送。
刘积福之后的两任九江市委书记都已经落马，2013年12月6日，江西省人大常委会原副主任陈安众落马，5月20日，陈安众被“双开”，2015年6月19日，陈安众因受贿一审获刑12年，2006年11月至2008年12月，陈安众任九江市委书记。2014年6月3日，赵智勇因涉嫌违纪遭免去中共江西省委常委、委员职务，7月16日，赵智勇遭到开除党籍处分，取消其副省级待遇，降为科员，2005年6月至2006年11月赵智勇兼任九江市委书记。